# Sju Gårdar
Sju Gårdar var en svensk ekonomisk förening i Uppland som producerar ekologiska mejerivaror. Föreningen bildades 2009 efter att sju bondgårdar lämnat Arla för att gå samman och producera ekologiska och närodlade under ett gemensamt varumärke. 2009 vann sju gårdar Årets ekologiska pris på Dagligvarugalan, och 2010 blev de först i landet med klimatcertifierad mjölk. Verksamheten avvecklades 2022.
De sju gårdarna var Almunge prästgård, Bärby gård, Gränome gård, Kvarngården, Rotebergs gård, Stabby gård och Östanå gård.